# فيل بينيت (لاعب اتحاد الرغبي)
فيل بينيت (بالإنجليزية: Phil Bennett)‏ هو لاعب اتحاد الرغبي بريطاني، ولد في 24 أكتوبر 1948 في لنلي ‏ في المملكة المتحدة.

## وصلات خارجية
- فيل بينيت عل موقع إسبنسكروم (الإنجليزية)